# Escola de Matemática da Polônia
A Escola de Matemática da Polônia designa um grupo de matemáticos criativos, que atuou na Polônia entre as duas guerras mundiais. Os centros destas escolas de matemáticas eram em Varsóvia, Lviv e Cracóvia. Deste grupo de elite participaram, dentre outros, Stefan Banach, Stanisław Ulam, Wacław Sierpiński, Samuel Eilenberg e Stanisław Leśniewski.